# Тузлубино
Тузлубино (баш. Тоҙлоуба) — деревня в Балтачевском районе Башкортостана, относится к Кунтугушевскому сельсовету.

## Географическое положение
Расстояние до:
- районного центра (Старобалтачёво): 3 км,
- центра сельсовета (Нижнеиванаево): 6 км,
- ближайшей ж/д станции (Куеда): 73 км.

## Население
| 2002 | 2009 | 2010 |
| ---- | ---- | ---- |
| 235  | ↗274 | ↘245 |

Согласно переписи 2002 года, преобладающая национальность — марийцы (72 %).